# Blunderbuss
Blunderbuss är ett musikalbum av Jack White som lanserades i april 2012 på Third Man Records. Titeln är det engelska ordet för muskedunder. Skivan är Whites första som soloartist och han har skrivit alla låtar på den förutom "I'm Shakin" som är en gammal R&B-komposition. White har även producerat albumet. Skivan fick ett positivt bemötande av ledande musikrecensenter och har toppat albumlistorna i USA och Storbritannien. Låten "Love Interruption" har släppts som singel från albumet. Blunderbuss har en betydligt lugnare ljudbild än hans tidigare White Stripes-skivor, med bland annat piano i flera av låtarna.

## Låtlista
1. "Missing Pieces"
2. "Sixteen Saltines"
3. "Freedom at 21"
4. "Love Interruption"
5. "Blunderbuss"
6. "Hypocritical Kiss"
7. "Weep Themselves to Sleep"
8. "I'm Shakin' "
9. "Trash Tongue Talker"
10. "Hip (Eponymous) Poor Boy"
11. "I Guess I Should Go to Sleep"
12. "On and On and On"
13. "Take Me with You When You Go"

## Listplaceringar
- Billboard 200, USA: #1[1]
- UK Albums Chart, Storbritannien: #1[2]
- Danmark: #3[3]
- Finland: #13[4]
- VG-lista, Norge: #2[5]
- Sverigetopplistan, Sverige: #20[6]